# هاینفلد (آلمان)
هاینفلد (به آلمانی: Hainfeld) یک شهر در آلمان است که در زودلیشه واینشتراسه واقع شده‌است. هاینفلد  ۷۴۸ نفر جمعیت دارد.